# Coracopseins
Els coracopseins (Coracopseinae) són una subfamília d'ocells de la família dels psitacúlids (Psittaculidae), si bé sovint és inclosa als Psitàcids (Psittacidae) i modernament als psitricàsids (Psittrichasidae).

## Taxonomia
La subfamília està formada per dos gèneres (un d'ells extint) i 5 espècies:
- Gènere Mascarinus, amb una espècie extinta: lloro de la Reunió (Mascarinus mascarinus)
- Gènere Coracopsis, amb 4 espècies.